# Antiche unità di misura del circondario di Cesena
Sono qui riportate le conversioni tra le antiche unità di misura in uso nel circondario di Cesena e il sistema metrico decimale, così come stabilite ufficialmente nel 1877.
Nonostante l'apparente precisione nelle tavole, in molti casi è necessario considerare che i campioni utilizzati (anche per le tavole di epoca napoleonica) erano di fattura approssimativa o discordanti tra loro.

## Misure di lunghezza
| Comuni | Denominazione   | Valore   | Unità |
| --- | --------------- | -------- | ----- |
| Cesena, Cesenatico, Mercato Saraceno, Montiano, Sarsina, Roncofreddo (sez. inferiore), Roversano                           | Braccio da lana | 0,619725 | m     |
| Cesena, Cesenatico, Mercato Saraceno, Montiano, Sarsina, Roncofreddo (sez. inferiore), Roversano                           | Braccio da tela | 0,702356 | m     |
| Cesena, Cesenatico, Mercato Saraceno, Montiano, Sarsina, Roncofreddo (sez. inferiore), Roversano                           | Piede           | 0,538473 | m     |
| Borghi, Gambettola, Gatteo, Sogliano al Rubicone, Roncofreddo (sez. superiore), Savignano di Romagna, San Mauro di Romagna | Braccio         | 0,631432 | m     |
| Borghi, Gambettola, Gatteo, Sogliano al Rubicone, Roncofreddo (sez. superiore), Savignano di Romagna, San Mauro di Romagna | Piede           | 0,542948 | m     |
| Longiano | Braccio         | 0,625000 | m     |
| Longiano | Piede           | 0,542948 | m     |

Il braccio mercantile si divide in 12 once, ed anche in metà, terzi, quarti, ottavi.
Il piede, misura fabbrile ed agrimensoria si divide in 10 once.
Nel comune di Borghi si usava pure un braccio eguale a metri 0,626.
Nei comuni di Mercato Saraceno e Sarsina si usava anche un piede corto da legna, eguale al piede veneto, corrispondente a metri 0,347735.

## Misure di superficie
| Comuni | Denominazione | Valore    | Unità |
| --- | ------------- | --------- | ----- |
| Cesena, Cesenatico, Mercato Saraceno, Montiano, Sarsina, Roncofreddo (sez. inferiore), Roversano                                     | Tornatura     | 2899,5272 | m²    |
| Borghi, Gambettola, Gatteo, Longiano, Sogliano al Rubicone, Roncofreddo (sez. superiore), Savignano di Romagna, San Mauro di Romagna | Tornatura     | 2947,9293 | m²    |

La tornatura si divide in 100 pertiche quadrate, la pertica in 100 piedi quadrati.

## Misure di volume
| Comuni | Denominazione | Valore  | Unità |
| --- | ------------- | ------- | ----- |
| Cesena, Cesenatico, Mercato Saraceno, Montiano, Sarsina, Roncofreddo (sez. inferiore), Roversano                                     | Piede cubo    | 156,132 | L     |
| Borghi, Gambettola, Gatteo, Longiano, Sogliano al Rubicone, Roncofreddo (sez. superiore), Savignano di Romagna, San Mauro di Romagna | Piede cubo    | 160,057 | L     |

Il piede cubo è di 1000 Once cube.

## Misure di capacità per gli aridi
| Comuni                                                                                  | Denominazione  | Valore   | Unità |
| --------------------------------------------------------------------------------------- | -------------- | -------- | ----- |
| Cesena, Cesenatico, Mercato Saraceno, Montiano, Roncofreddo (sez. inferiore), Roversano | Staio          | 138,1773 | L     |
| Borghi, Gatteo, Longiano, Sogliano al Rubicone, Roncofreddo (sez. superiore)            | Sacco riminese | 187,6332 | L     |
| Sarsina                                                                                 | Sacco          | 146,0000 | L     |
| Mercato Saraceno                                                                        | Sacco          | 142,0037 | L     |
| Savignano di Romagna, San Mauro di Romagna, Gambettola                                  | Sacco          | 190,6116 | L     |

Lo staio di Cesena si divide in 2 staroli, lo starolo in 2 quartarole, la quartarola in 5 bernarde, la bernarda in 16 scodelle.
Tre staroli fanno un sacco.
Il sacco di Borghi, quello stesso di Rimini, si divide in 4 casselle, la cassella in 3 bernarde.
Il valore metrico dato al sacco di Rimini è quello portato dalle tavole del 1803, e rifornito da quelle del 1855. Il municipio di Rimini però contesta questo valore, e dichiara che il sacco locale in Rimini equivale a litri 175. Questo valore è a sua volta contestato dai comuni che in questa parte seguono l'uso di quella città.
Il sacco di Sarsina si divide in 4 quartarole, la quartarola in 5 bernarde.
Il sacco di Savignano si divide in 4 casselle, la cassella in 3 bernarde, oppure in 80 scodelle.
Il sacco di Mercato Saraceno si divide in 3 mastelli, il mastello in 6 bernarde.

## Misure di capacità per i liquidi
| Comuni                                                                                  | Denominazione  | Valore   | Unità |
| --------------------------------------------------------------------------------------- | -------------- | -------- | ----- |
| Cesena, Cesenatico, Mercato Saraceno, Montiano, Roversano, Roncofreddo (sez. inferiore) | Soma da vino   | 65,9449  | L     |
| Cesena, Cesenatico, Mercato Saraceno, Montiano, Roversano, Roncofreddo (sez. inferiore) | Fiala da olio  | 1,080710 | L     |
| Borghi, Gatteo, Longiano, Roncofreddo (sez. superiore), Roversano, Sogliano al Rubicone | Soma da vino   | 76,1320  | L     |
| Borghi, Gatteo, Longiano, Roncofreddo (sez. superiore), Roversano, Sogliano al Rubicone | Libbra da olio | 0,754980 | L     |
| Mercato Saraceno                                                                        | Soma da vino   | 76,7126  | L     |
| Mercato Saraceno, Sarsina                                                               | Libbra da olio | 0,360239 | L     |
| Sarsina                                                                                 | Soma da vino   | 84,0000  | L     |
| Savignano di Romagna, Gambettola, San Mauro di Romagna, Roversano                       | Soma da vino   | 76,9708  | L     |
| Savignano di Romagna, Gambettola, San Mauro di Romagna, Roversano                       | Libbra da olio | 0,750841 | L     |

La soma da vino di Cesena si divide in 2 barili, il barile in 27 boccali.
12 some fanno un carro.
La fiala da olio si divide in metà, terzi, quarti, ottavi.
35 fiale fanno un barile, 2 barili fanno una soma.
La soma da vino di Borghi, quella stessa di Rimini, si divide in 64 boccali, il boccale in 3 terzetti.
La libbra da olio di Borghi, quella di Rimini, si divide in 24 once, ed anche in metà, quarti, ottavi.
100 libbre fanno una soma.
La soma da vino di Mercato Saraceno e quello di Sarsina si dividono in 60 boccali. In questi comuni il carro è di 10 some.
La soma da vino di Savignano si divide in 64 boccali.
Le libbre da olio di Mercato Saraceno e di Savignano di Romagna si dividono in metà, quarti, ottavi.

## Pesi
| Comuni                                                                                           | Denominazione | Valore  | Unità |
| ------------------------------------------------------------------------------------------------ | ------------- | ------- | ----- |
| Cesena, Cesenatico, Mercato Saraceno, Roversano, Roncofreddo (sez. inferiore), Sarsina           | Libbra        | 329,724 | g     |
| Boghi, Gatteo, Lanciano, Montiano, Roversano, Roncofreddo (sez. superiore), Sogliano al Rubicone | Libbra        | 345,516 | g     |
| Savignano di Romagna, Gahbettola, San Mauro di Romagna                                           | Libbra        | 343,624 | g     |

La libbra si divide in 12 once, l'oncia in 8 ottave.
In Cesena si usavano pure le seguenti libbre speciali:
- per le gioie, libbra di once 8, eguale a 238,717 g;
- per l'argento, libbra di once 12, eguale a 339,344 g;
- Per i medicinali, libbra di once 12, eguale a 325,670 g.

Nel Comune di Borghi si usavano pure una libbra mezzana di once 18 ed una libbra grossa di once 24.
Anche per Savignano 18 once facevano la libbra mediana e 24 once la libbra grossa.

## Territorio
Nel 1874 nel circondario di Cesena erano presenti 14 comuni divisi in 5 mandamenti.
- Cesena nord • Cesena, Cesenatico
- Cesena sud • Cesena, Montiano, Roversano
- Mercato Saraceno • Mercato Saraceno, Sarsina
- Savignano di Romagna • Gambettola, Gatteo, Longiano, San Mauro di Romagna, Savignano di Romagna
- Sogliano al Rubicone • Borghi, Roncofreddo, Sogliano al Rubicone